# Mir san a bayrische Band
Mir san a bayrische Band (bairisch, hochdeutsch „Wir sind eine bayerische Band“) ist ein Lied der deutschen Rock-’n’-Roll-Band Spider Murphy Gang aus dem Jahr 1983.

## Entstehung und Veröffentlichung
Geschrieben wurde der Titel vom Frontsänger Günther Sigl, für die Produktion zeichneten Harald Steinhauer und Armand Volker verantwortlich. Die Erstveröffentlichung erfolgte als Single im August 1983 bei Electrola. Diese erschien als 7″-Single mit einer Liveversion zu Reißverschluß als B-Seite (Katalognummer: 14 6800 7) sowie als 12″-Single, die um eine Liveversion zu Schuitog (auf geht’s Rock ’n’ Roll) erweitert wurde (Katalognummer: 1C K 062 1468016). Letzteres ist eine Coverversion des 1957 von Chuck Berry geschriebenen Hits School Days (Ring! Ring! Goes The Bell). Im gleichen Jahr erschien das Lied als Teil des Livealbums Live! (Katalognummer: 1C 064-1468021).
Am 15. Oktober 1983 trat die Band mit dem Lied bei Wetten, dass..? mit Frank Elstner aus Mainz auf, am 21. November 1983 sodann in der ZDF-Hitparade, wo sie durch das TED-Verfahren auf den zweiten Platz gewählt wurde und im Folgemonat nochmals auftrat. Weitere TV-Auftritte erfolgten am 29. November 1983 in Vorsicht, Musik! sowie am 21. Januar 1984 in der Superhitparade.

## Inhalt
Der in bairischer Sprache verfasste Text erzählt aus der Sicht eines männlichen lyrischen Ichs, welches eine im Regen stehende Frau ihn seinen Wagen einsteigen lässt und ihr von einer bayrischen Rock-’n’-Roll-Band, als Anlehnung an die eigene Band, erzählt. Das Thema wird in Folge immer mehr vertieft:

„Hey Baby, Baby, Baby mir san de ganze Nacht scho
 Unterwegs und olle ganz k.o.
 Hey Baby, Baby, Baby, i glaub jetzt mias ma schiebn
 De oide Kistn springt scho wieda ned o
 Uub, schiab o, mir san a Rock’n’Roll Band
 Und auf’m Weg noch Minga
 Uub, schiab o, mir san a Rock’n’Roll Band
 Und fanga o zum singa“

## Chartplatzierungen
| ChartsChartplatzierungen | Höchstplatzierung | Wochen |
| ------------------------ | ----------------- | ------ |
| Deutschland (GfK)        | 25 (18 Wo.)       | 18     |
| Schweiz (IFPI)           | 17 (7 Wo.)        | 7      |